# Ботко
Ботко (груз. ბოტკო) — село в Грузии. Находится в Сагареджойском муниципалитете края Кахетия. Население — 0 человек (2014).